# Sarkanen
Sarkanen är en sjö i kommunen Jockas i landskapet Södra Savolax i Finland. Sjön ligger 82,3 meter över havet. Arean är 69 hektar och strandlinjen är 9,37 kilometer lång. Sjön  ingår i Vuoksens huvudavrinningsområde.   Den ligger omkring 43 kilometer öster om S:t Michel och omkring 240 kilometer nordöst om Helsingfors. 
I sjön finns öarna Myllysaari och Patakallio. Sarkanen ligger norr om Ruokojärvi. 